# Horizonte (Cifu & La Calaña Sound álbum)
Horizonte es el primer y único disco publicado por la banda española de rock Cifu & La Calaña Sound.
Fue publicado el 24 de mayo de 2004 por la discográfica DRO.

## Lista de canciones
1. La Calaña
Letra: Jesús Hernández Cifuentes. Música: Jesús Hernández Cifuentes.
2. Horizonte
Letra: Jesús Hernández Cifuentes. Música: Jesús Hernández Cifuentes.
3. Generación
Letra: Jesús Hernández Cifuentes. Música: Jesús Hernández Cifuentes.
4. Cómo Decirte
Letra: Jesús Hernández Cifuentes. Música: Jesús Hernández Cifuentes.
5. Días De Colores
Letra: Jesús Hernández Cifuentes. Música: Jesús Hernández Cifuentes.
6. Zorba El Griego
Letra: Jesús Hernández Cifuentes. Música: Jesús Hernández Cifuentes.
7. Tiempos Modernos
Letra: Fernando Acebal. Música: Fernando Acebal.
8. Dale Que Dale
Letra: Jesús Hernández Cifuentes. Música: Jesús Hernández Cifuentes.
9. Memoria Histórica
Letra: Jesús Hernández Cifuentes. Música: Jesús Hernández Cifuentes.
10. Vivir Para Vivir
Letra: Jesús Hernández Cifuentes. Música: Jesús Hernández Cifuentes.
11. La Canción Del Silencio
Letra: Jesús Hernández Cifuentes. Música: Jesús Hernández Cifuentes.
12. La Canción Del Silencio
Letra: Vuelvo Atrás. Música: Vuelvo Atrás.
Bonus track: Para bailar (exclusiva en Fnac)
Letra: Jesús Hernández Cifuentes. Música: Jesús Hernández Cifuentes.

## Créditos
- Productor ejecutivo: Jesus H. Cifuentes, Álex Seoan.
- Soporte técnico: Eduardo Tarilonte.
- Programación: Álex Seoan.
- Diseño: Nacho Muñoz.
- Mánager: Edu Pérez.
- Grabado en: Estudios La Casona (Valladolid) y Box (Madrid), entre febrero y marzo de 2004.

Músicos
- Jafo: Bajo.
- Álex Seoan: Bajo, guitarra.
- Diego: Batería y cajón.
- José Sendino: Guitarra y coros.
- Jesús H. Cifuentes: Guitarra y voz.
- Eduardo Tarilonte: Teclados.
- Ekaterina Larchenko: Violín.